# Petrocephalus bane comoensis
Petrocephalus bane comoensis is een ondersoort van de straalvinnige vissen uit de familie van de tapirvissen (Mormyridae). De wetenschappelijke naam van de soort is voor het eerst geldig gepubliceerd in 1979 door de Merona.